# Dylan McDermott
Dylan McDermott, właśc. Mark Anthony McDermott (ur. 26 października 1961 w Waterbury) – amerykański aktor filmowy, teatralny i telewizyjny, scenarzysta i reżyser pochodzenia włoskiego.

## Życiorys

### Wczesne lata
Urodził się w Waterbury w stanie Connecticut, w rodzinie rzymskokatolickiej jako syn Diane Marino i Richarda „Maca” McDermotta. Jego ojciec był pochodzenia irlandzkiego, podczas gdy jego matka mówiła w języku włoskim i angielskim. Gdy się urodził jego matka miała 15 lat, a jego ojciec był w wieku 17 lat. W 1967 roku rodzice rozwiedli się. Dylan McDermott, wraz z młodszą siostrą Robin, zamieszkali z matką. 9 lutego 1967 roku, matka została zabita przez wystrzał. Śmierć kobiety była początkowo uznawana za nieszczęśliwy wypadek, ale dalsze badania doprowadziły policję do oskarżenia o morderstwo Johna Sponzę, ówczesnego partnera Diane McDermott. Sponza zawsze utrzymywał, że kobieta została przypadkowo postrzelona, podczas gdy on czyścił pistolet. W 1972 Sponza, który powiedział policji, że był związany z przestępczością zorganizowaną, został znaleziony martwy w bagażniku samochodu w Waltham (Massachusetts). Gdy matka zmarła, McDermott miał 5 lat, on i jego siostra zostali wychowywani w Waterbury przez babkę Avis M. Rogers Marino (córkę Jaspera Samuela Rogersa i Hortense Higgins), która miała korzenie irlandzkie, angielskie i francuskie, i dziadka Petera Marino, który miał pochodzenie włoskie.
McDermott ukończył Holy Cross High School. Jako nastolatek zaczął podróżować, aby odwiedzić ojca, który był właścicielem West Fourth Street Saloon w Greenwich Village. W tym czasie zaprzyjaźnił się z trzecią żoną swojego ojca Eve Ensler (od 1978), dramatopisarką i aktywistką ruchu feministycznego, autorką sztuki „Monologi waginy” i książki „Dobre ciało”, która prawnie go zaadoptowała w 1976, gdy miał 15 lat, a ona 23. Po rozwodzie z jego ojcem w 1988, Ensler zachęciła McDermotta do kariery aktorskiej.
Podjął naukę na jezuickim Uniwersytecie Fordham w Nowym Jorku, a później studiował aktorstwo w Neighborhood Playhouse u Sanforda Meisnera. W tym czasie zmienił swoje imię z Marka na Dylana, jako hołd dla nienarodzonego dziecka Eve Ensler, które straciła z powodu poronienia (przeznaczone imię dla nienarodzonego dziecka było Dylan).

### Kariera
Po debiutanckiej roli sierżanta Adama Frantza w filmie wojennym Johna Irvina Hamburger Hill (1987) zagrał prywatnego detektywa w komedii sensacyjnej Błękitna Iguana (The Blue Iguana, 1988) z udziałem Jamesa Russo, Flei z Red Hot Chili Peppers i Deana Stockwella. Potem został obsadzony w drugoplanowych rolach w filmach: Stalowe magnolie (Steel Magnolias, 1989) z Sally Field, Dolly Parton, Shirley MacLaine, Daryl Hannah, Olympią Dukakis, Julią Roberts i Tomem Skerrittem, Na linii ognia (In the Line of Fire, 1993) u boku Clinta Eastwooda i Johna Malkovicha, Cud w Nowym Jorku (Miracle on 34th Street, 1994) z udziałem Richarda Attenborough, Mary Wilson i Elizabeth Perkins oraz Wakacje w domu (Home for the Holidays, 1995) w reżyserii Jodie Foster obok Holly Hunter, Roberta Downeya Jr., Claire Danes, Anne Bancroft i Charlesa Durninga.
W 1997 został zaangażowany do roli adwokata Bobby’ego Donnella, właściciela małej, ale walecznej kancelarii specjalizującej się w prawie karnym, w serialu ABC Kancelaria adwokacka (The Practice). Grał w tej serii od 1997 do 2004, w sumie siedem sezonów, za występ dla najlepszego aktora w serialu dramatycznym w 1999 otrzymał Złoty Glob, zdobył wiele nominacji do nagród filmowych, w tym do nagrody Emmy (1999) i dwie nominacje do Złotego Globu (2000, 2001).

## Życie prywatne
Związany był z Julią Roberts (spotkali się na planie Stalowych magnolii, 1988-89), Melissą Gilbert (1992), Shasi Wells (2008) i Maggie Q (2014). 19 listopada 1995 roku poślubił aktorkę Shivę Rose, z którą ma dwie córki; Colette (ur. 1996) i Charlotte (ur. 2005). Po separacji w 2007 r., para oficjalnie rozwiodła się 2 stycznia 2009 r. W styczniu 2015 media poinformowały, że zaręczył się z Maggie Q. W lutym 2019 zerwali zaręczyny.
McDermott jest byłym alkoholikiem, zaczął pić już jako nieletni i przezwyciężył nałóg w wieku 23 lat.

## Filmografia

### Filmy fabularne
| Rok  | Tytuł                                         | Rola                     | Uwagi |
| ---- | --------------------------------------------- | ------------------------ | ----- |
| 1987 | Hamburger Hill                                | Sierżant Adam Frantz     |       |
| 1988 | Błękitna Iguana (The Blue Iguana)             | Vince Holloway           |       |
| 1989 | Imperium hazardu (The Neon Empire)            | Vic                      | TV    |
| 1989 | Tornado (Twister)                             | Chris                    |       |
| 1989 | Stalowe magnolie (Steel Magnolias)            | Jackson Latcherie        |       |
| 1990 | Hardware                                      | Moses 'Twardy Mo' Baxter |       |
| 1991 | W Badlandach (Into the Badlands)              | McComas                  | TV    |
| 1991 | Kuszenie losu (Where Sleeping Dogs Lie)       | Bruce Simmons            |       |
| 1992 | Dziewczyna z Jersey (Jersey Girl)             | Sal Tomei                |       |
| 1992 | W sidłach strachu (The Fear Inside)           | Pete Caswell             | TV    |
| 1993 | Na linii ognia (In the Line of Fire)          | Al D’Andrea              |       |
| 1994 | Rodeo w Nowym Jorku (The Cowboy Way)          | John Stark               |       |
| 1994 | Cud w Nowym Jorku (Miracle on 34th Street)    | Bryan Bedford            |       |
| 1995 | Włącz się do gry (Destiny Turns on the Radio) | Julian Goddard           |       |
| 1995 | Wakacje w domu (Home for the Holidays)        | Leo Fish                 |       |
| 1997 | Dopóki tam byłaś ('Til There Was You)         | Nick Dawkan              |       |
| 1999 | Troje do tanga (Three to Tango)               | Charles Newman           |       |
| 2001 | Strażnicy Teksasu (Texas Rangers)             | Leander H. McNelly       |       |
| 2003 | Party Monster                                 | Peter Gatien             |       |
| 2003 | Wonderland                                    | David Lind               |       |
| 2003 | Ława przysięgłych (Runaway Jury)              | Jacob Wood               |       |
| 2005 | Edison                                        | Sierżant Francis Lazerov |       |
| 2005 | Lokatorzy (The Tenants)                       | Harry Lesser             |       |
| 2005 | Magia zmysłów (The Mistress of Spices)        | Doug                     |       |
| 2006 | Bezkonkurencyjny Harold (Unbeatable Harold)   | Jake Salamander          |       |
| 2006 | Dom podzielony (A House Divided)              | Anderson                 | TV    |
| 2007 | Posłańcy (The Messengers)                     | Roy Solomon              |       |
| 2007 | Have Dreams, Will Travel                      | Wujek                    |       |
| 2009 | Miłosierdzie (Mercy)                          | Jake                     |       |
| 2010 | Burning Palms                                 | Dennis Marx              |       |
| 2012 | Nobody Walks                                  | Leroy                    |       |
| 2012 | Wyborcze jaja (The Campaign)                  | Tim Wattley              |       |
| 2012 | Charlie (The Perks of Being a Wallflower)     | Pan Kelmeckis            |       |
| 2013 | Olimp w ogniu (Olympus Has Fallen)            | Dave Forbes              |       |
| 2013 | Freezer                                       | Robert Saunders          |       |
| 2014 | Behaving Badly                                | Jimmy Leach              |       |
| 2014 | Autómata                                      | Wallace                  |       |
| 2014 | Mercy                                         | Jim Swann                |       |
| 2015 | Survivor                                      |                          |       |

### Seriale TV
| Rok       | Tytuł                                             | Rola                                         | Uwagi                                            |
| --------- | ------------------------------------------------- | -------------------------------------------- | ------------------------------------------------ |
| 1992      | Opowieści z krypty (Tales from the Crypt)         | George Gatlin                                | odc. "This'll Kill Ya"                           |
| 1997–2004 | Kancelaria adwokacka (The Practice)               | Bobby Donnell                                | 147 odcinków                                     |
| 1998      | Ally McBeal                                       | Bobby Donnell                                | 2 odc.                                           |
| 1998      | Grzech miejski widowiskowy (Sin City Spectacular) | Dylan McDermott                              | odc. #1.5                                        |
| 1999      | Saturday Night Live                               | Gość                                         | odc. "Dylan McDermott/Foo Fighters"              |
| 2002      | Music Behide Bars                                 | Gość                                         | 8 odc.                                           |
| 2003      | Will & Grace                                      | Tom                                          | odc. "Heart Like a Wheelchair"                   |
| 2004      | Tajna sieć (The Grid)                             | Agent FBI Max Canary                         | 2 odc.                                           |
| 2006      | 1300 gramów (3 lbs)                               | Dr Douglas Hanson                            | TV (pilot serialu)                               |
| 2007–2008 | Faceci na topie (Big Shots)                       | Duncan Collinsworth                          | 11 odcinków                                      |
| 2009–2010 | Gra pozorów (Dark Blue)                           | Carter Shaw                                  | 20 odcinków                                      |
| 2011–2013 | American Horror Story                             | psychiatra doktor Ben Harmon / Johnny Morgan | 12 odcinków (Murder House) / 5 odcinków (Asylum) |
| 2013–2014 | Hostages: Zakładnicy (Hostages)                   | Duncan Carlisle                              | 15 odcinków                                      |
| 2014–2015 | Stalker                                           | Detektyw Jack Larsen                         | 20 odcinków                                      |
| 2018      | LA do Vegas                                       | kapitan Dave Pratman                         | 15 odcinków                                      |
| 2020      | Hollywood                                         | Ernest „Ernie” West                          | 7 odcinków                                       |